# Tampa Bay Buccaneers 2024
La stagione 2024 dei Tampa Bay Buccaneers è stata la 48ª della franchigia nella National Football League e la terza sotto la direzione del capo-allenatore Todd Bowles.

## Scelte nel Draft 2024
| Scelte dei Buccaneers nel Draft 2024 |        |                            |                            |                            |                            |
| Giro                                 | Scelta | Giocatore                  | Ruolo                      | College                    | Note                       |
| 1                                    | 26     | Graham Barton              | C                          | Duke                       |                            |
| 2                                    | 57     | Chris Braswell             | OLB                        | Alabama                    |                            |
| 3                                    | 89     | Tykee Smith                | S                          | Georgia                    |                            |
| 3                                    | 92     | Jalen McMillan             | WR                         | Washington                 | Da Detroit                 |
| 4                                    | 125    | Bucky Irving               | RB                         | Oregon                     |                            |
| 5                                    | 161    | Scambiata con Philadelphia | Scambiata con Philadelphia | Scambiata con Philadelphia | Scambiata con Philadelphia |
| 6                                    | 201    | Scambiata con Detroit      | Scambiata con Detroit      | Scambiata con Detroit      | Scambiata con Detroit      |
| 6                                    | 220    | Elijah Klein               | G                          | UTEP                       | Scelta compensatoria       |
| 7                                    | 246    | Devin Culp                 | TE                         | Washington                 |                            |

## Staff
| Staff dei Tampa Bay Buccaneers |
| --- |
| Organi dirigenziali - Co-proprietario/co-chairman – Bryan Glazer - Co-proprietario/co-chairman – Edward Glazer - Co-proprietario/co-chairman – Joel Glazer - Co-proprietario/presidente – Darcie Glazer Kassewitz - General manager – Jason Licht - Direttore del personale dei giocatori – John Spytek - Direttore delle operazioni del football – Shelton Quarles - Direttore degli osservatori del college – Mike Biehl - Direttore degli osservatori dei professionisti – Rob McCartney - Assistente direttore oss. professionisti – Shane Scannell - Assistente direttore oss. professionisti – Alex Smith - Direttore dell'amministrazione del football – Mike Greenberg Capo allenatore - Capo-allenatore – Todd Bowles - Assistente c.a./gioco sulle corse – Harold Goodwin Altri allenatori - Preparatore atletico – Anthony Piroli - Velocità e condizione – Roger Kingdom - Assistente p.a. – Michael Stacchiotti - Assistente p.a. – Chad Wade - Assistente p.a. - Maral Javadifar Allenatori dell'attacco - Coordinatore offensivo - Byron Leftwich - Quarterback – Clyde Christensen - Running back – Todd McNair - Wide receiver – Kevin Garver - Assistente wide receiver – Thad Lewis - Tight end – John Van Dam - Offensive line – Joe Gilbert - Assistente attacco senior – Rick Christophel - Assistente attacco – A.Q. Shipley - Controllo qualità attacco – Jeff Kastl - Consulente attacco – Tom Moore Allenatori della difesa - Co-coordinatore difensivo – Kacy Rodgers - Co-coordinatore difensivo – Larry Foote - Defensive line – Kacy Rodgers - Assistente defensive line – Lori Locust - Outside linebacker – Bob Sanders - Inside linebacker – Larry Foote - Cornerback – Kevin Ross - Safety – Nick Rapone - Controllo qualità difesa – Joey Fitzgerald Allenatori dello special team - Coordinatore dello Special Team: Keith Armstrong - Assistente special team/difesa – Keith Tandy - Assistente special team/difesa – Tim Atkins - Specialista – Chris Boniol |

## Roster
| Roster dei Tampa Bay Buccaneers |
| --- |
| Quarterback - 6 Baker Mayfield - 2 Kyle Trask Running Back - 7 Bucky Irving - 44 Sean Tucker - 1 Rachaad White Wide Receiver - 13 Mike Evans - 14 Chris Godwin - 19 Kameron Johnson - 15 Jalen McMillan - 10 Trey Palmer Tight End - 82 Devin Culp - 87 Payne Durham - 41 Ko Kieft - 88 Cade Otton Offensive Linemen - 62 Graham Barton C - 68 Ben Bredeson G - 67 Luke Goedeke T - 70 Robert Hainsey C - 79 Elijah Klein G - 69 Cody Mauch G - 64 Royce Newman G - 77 Justin Skule T - 78 Tristan Wirfs T Defensive Linemen - 96 Greg Gaines NT - 92 William Gholston DE - 90 Logan Hall DE - 94 Calijah Kancey DE - 56 Ben Stille DE - 50 Vita Vea NT Linebacker - 43 Chris Braswell OLB - 52 K.J. Britt ILB - 54 Lavonte David ILB - 8 SirVocea Dennis ILB - 0 YaYa Diaby OLB - 98 Anthony Nelson OLB - 33 Jose Ramirez OLB - 51 J.J. Russell ILB - 9 Joe Tryon-Shoyinka OLB - 58 Markees Watts OLB Defensive Back - 35 Jamel Dean CB - 24 Tyrek Funderburk CB - 32 Josh Hayes CB - 21 Keenan Isaac CB - 29 Christian Izien SS - 27 Zyon McCollum CB - 26 Kaevon Merriweather FS - 23 Tykee Smith SS - 37 Tavierre Thomas CB - 3 Jordan Whitehead SS - 31 Antoine Winfield Jr. FS Special Team - 5 Jake Camarda P - 86 Evan Deckers LS - 4 Chase McLaughlin K Lista delle riserve - 93 Eric Banks DE (IR) - 97 Earnest Brown IV DE (IR) - 61 Silas Dzansi T (IR) - 22 Chase Edmonds RB (IR) - 34 Bryce Hall CB (IR) - 18 Rakim Jarrett WR (IR) - 76 Sua Opeta G (IR) Squadra di allenamento - 39 Marcus Banks SS - 95 C.J. Brewer DEn - 91 Mike Greene DE - 48 Antonio Grier Jr. ILB - 57 Daniel Grzesiak OLB - 72 Luke Haggard T - 53 Vi Jones ILB - 71 Lorenz Metz T - 81 Ryan Miller WR - 76 Raiqwon O'Neal T - 11 Michael Pratt QB - 17 Sterling Shepard WR - 84 Tanner Taula TE - 83 Cody Thompson WR - 16 Seth Vernon P - 30 D.J. Williams - 38 Rashad Wisdom FS Roster aggiornato al 12 settembre 2024 53 attivi, 7 inattivi, 16 nella squadra di allenamento |
| Legenda - I rookie sono in corsivo. - Il primo ruolo è il principale mentre gli eventuali successivi indicano i ruoli secondari. - (IR) sta per Injured Reserve ed indica la lista ristretta per un solo giocatore infortunato che può tornare ad allenarsi dopo la settimana 6 e a rientrare in prima squadra dopo che questa ha giocato 8 partite. - (NF-Inj.) / (NF-Ill.) stanno rispettivamente per Non-Football Injured e Non-Football Illness ed indicano le liste dove viene inserito un giocatore che ha un infortunio o una malattia non dipendente dal football americano. - (PUP) sta per Physically Unable to Perform ed indica la lista dove viene inserito un giocatore mentre è in attesa di recuperare la condizione fisica. Nella stagione regolare dopo la sesta partita giocata dalla propria squadra, il giocatore ha tempo tre settimane per riprendere ad allenarsi, più tre settimane aggiuntive dal suo rientro agli allenamenti per rientrare in prima squadra. |

## Precampionato
Il 15 maggio 2024 furono annunciate le gare del precampionato.
| Precampionato |           |           |                        |           |        |                       |               |         |
| Settimana     | Data      | Ora (ET)  | Avversario             | Risultato | Record | Stadio                | TV            | Sintesi |
| 1             | 10 agosto | 7:00 p.m. | @ Cincinnati Bengals   | V 17-14   | 1-0    | Paycor Stadium        | WTTA (The CW) | Sintesi |
| 2             | 17 agosto | 7:30 p.m. | @ Jacksonville Jaguars | S 7-20    | 1-1    | EverBank Stadium      | WFLA (NBC)    | Sintesi |
| 3             | 23 agosto | 7:30 p.m. | Miami Dolphins         | V 24-14   | 2-1    | Raymond James Stadium | WFLA (NBC)    | Sintesi |

## Stagione regolare

### Calendario
Il calendario della stagione regolare fu reso noto il 15 maggio 2024. Data e orario della gara di settimana 18 furono definiti il 29 dicembre, subito dopo lo svolgimento del diciassettesimo turno.
| Stagione regolare |                    |                    |                          |                    |                    |                         |                    |                    |
| Settimana         | Data               | Ora (ET)           | Avversario               | Risultato          | Record             | Stadio                  | TV                 | Sintesi            |
| 1                 | 8 settembre        | 4:25 p.m.          | Washington Commanders    | V 37-20            | 1-0                | Raymond James Stadium   | Fox                | Sintesi            |
| 2                 | 15 settembre       | 1:00 p.m.          | @ Detroit Lions          | V 20-16            | 2-0                | Ford Field              | Fox                | Sintesi            |
| 3                 | 22 settembre       | 1:00 p.m.          | Denver Broncos           | S 7-26             | 2-1                | Raymond James Stadium   | Fox                | Sintesi            |
| 4                 | 29 settembre       | 1:00 p.m.          | Philadelphia Eagles      | V 33-16            | 3-1                | Raymond James Stadium   | Fox                | Sintesi            |
| 5                 | 3 ottobre          | 8:15 p.m.          | @ Atlanta Falcons (T)    | S 30-36 (DTS)      | 3-2                | Mercedes-Benz Stadium   | Prime Video        | Sintesi            |
| 6                 | 13 ottobre         | 1:00 p.m.          | @ New Orleans Saints     | V 51-27            | 4-2                | Caesars Superdome       | Fox                | Sintesi            |
| 7                 | 21 ottobre         | 8:15 p.m.          | Baltimore Ravens (M)     | S 31-41            | 4-3                | Raymond James Stadium   | ESPN               | Sintesi            |
| 8                 | 27 ottobre         | 1:00 p.m.          | Atlanta Falcons          | S 26-31            | 4-4                | Raymond James Stadium   | Fox                | Sintesi            |
| 9                 | 4 novembre         | 8:15 p.m.          | @ Kansas City Chiefs (M) | S 24-30 (DTS)      | 4-5                | Arrowhead Stadium       | ESPN               | Sintesi            |
| 10                | 10 novembre        | 1:00 p.m.          | San Francisco 49ers      | S 20-23            | 4-6                | Raymond James Stadium   | Fox                | Sintesi            |
| 11                | Settimana di pausa | Settimana di pausa | Settimana di pausa       | Settimana di pausa | Settimana di pausa | Settimana di pausa      | Settimana di pausa | Settimana di pausa |
| 12                | 24 novembre        | 1:00 p.m.          | @ New York Giants        | V 30-7             | 5-6                | MetLife Stadium         | CBS                | Sintesi            |
| 13                | 1º dicembre        | 4:05 p.m.          | @ Carolina Panthers      | V 26-23 (DTS)      | 6-6                | Bank of America Stadium | Fox                | Sintesi            |
| 14                | 8 dicembre         | 1:00 p.m.          | Las Vegas Raiders        | V 28-13            | 7-6                | Raymond James Stadium   | CBS                | Sintesi            |
| 15                | 15 dicembre        | 4:25 p.m.          | @ Los Angeles Chargers   | V 40-17            | 8-6                | SoFi Stadium            | Fox                | Sintesi            |
| 16                | 22 dicembre        | 8:20 p.m.          | @ Dallas Cowboys (S)     | S 24-26            | 8-7                | AT&T Stadium            | NBC                | Sintesi            |
| 17                | 29 dicembre        | 1:00 p.m.          | Carolina Panthers        | V 48-14            | 9-7                | Raymond James Stadium   | CBS                | Sintesi            |
| 18                | 5 gennaio          | 1:00 p.m.          | New Orleans Saints       | V 27-19            | 10-7               | Raymond James Stadium   | Fox                | Sintesi            |

Note:
- Gli avversari della propria division sono in grassetto.
- Il simbolo "@" indica una partita giocata in trasferta.
- (M) indica il Monday Night Football, (T) il Thursday Night Football e (S) il Sunday Night Football.

## Play-off
Al termine della stagione regolare i Buccaneers arrivarono primi nella NFC South con un record di 10 vittorie e 7 sconfitte, qualificandosi ai play-off come testa di serie (seed) numero 3. Uscirono nel turno delle Wild card sconfitti da Washington.
| Play-off  |            |           |                           |           |        |                       |                |         |
| Turno     | Data       | Ora (ET)  | Avversario (seed)         | Risultato | Record | Stadio                | TV             | Sintesi |
| Wild Card | 12 gennaio | 8:00 p.m. | Washington Commanders (6) | S 20-23   | 0-1    | Raymond James Stadium | NBC/Peacock TV | Sintesi |

## Premi

### Premi settimanali e mensili
- Sean Tucker:

giocatore offensivo della NFC della settimana 6
- Bucky Irving:

giocatore offensivo della NFC della settimana 13
- Baker Mayfield:

giocatore offensivo della NFC della settimana 15
giocatore offensivo della NFC della settimana 17
- Mike Evans

running back della settimana 15
- YaYa Diaby:

difensore della NFC della settimana 18